# Lemnalia amabilis
Lemnalia amabilis is een zachte koraalsoort uit de familie Nephtheidae. De koraalsoort komt uit het geslacht Lemnalia. Lemnalia amabilis werd in 1966 voor het eerst wetenschappelijk beschreven door Tixier-Durivault. 